# Будинок Вулворт
Будинок Ву́лворта (англ. Woolworth Building) — хмарочос у Нью-Йорку, США. Висота 60–поверхового будинку становить 241 м. Був найвищим будинком світу з 1913 по 1930 рік, коли було збудовано Трамп Білдінг та Крайслер Білдінґ. Будівництво велося з 1910 по 1913 рік. З 1966 року будинок входить до реєстру Національних історичних пам'яток.

## Історія

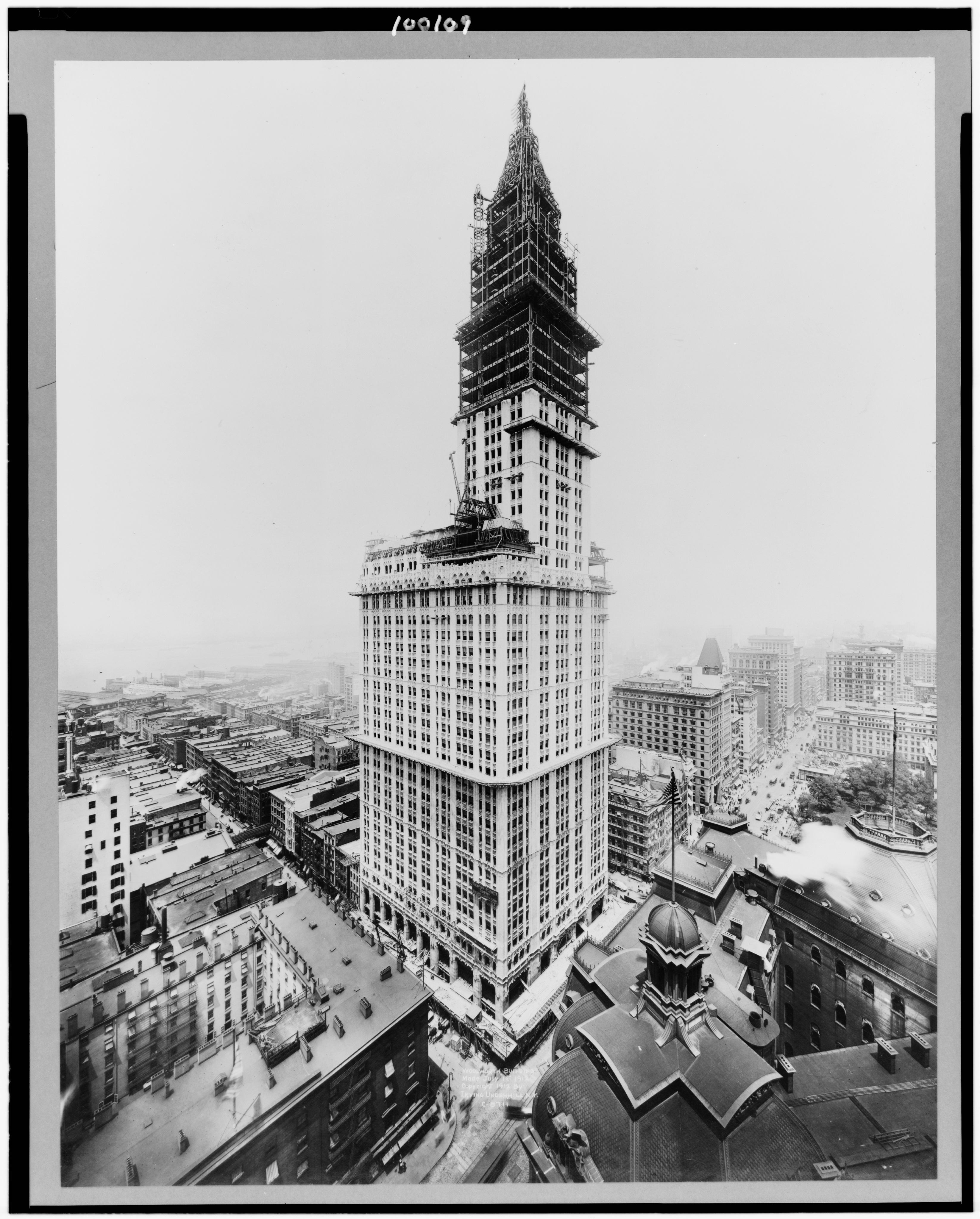
Триває будівництво Будинку Вулворта

Будинок Вулворта спроєктував Касс Ґілберт 
у  неоготичному стилі. Проєкт будинку замовив Френк Вулворт у 1910 році як нову штаб-кватиру компанії F. W. Woolworth Company на Бродвеї між Парком Плейс і вулицею Барклая навпроти Нью-Йорської мерії. Спочатку планувалося збудувати 190-метровий хмарочос, але потім висота була підвищена до 241 м. Вартість будівництва склала 13 млн доларів, Вулворт виплатив усе готівкою. Офіційне відкриття відбулося 24 квітня 1913 року. Після завершення будівництва будинок став найвищим у світі до 1930 року, коли були збудовані Трамп Білдінг та Крайслер Білдінг. Обсерваторія, к
яку розташували на 58 поверсі, приваблювала відвідувачів до 1945 року.

### Нова історія
Будинок належав компанії Woolworth 85 років, до 1998 року, коли Venator Group (спадкоємиць F. W. Woolworth Company) продала будинок Witkoff Group за 155 млн доларів США.
Після теракту 11 вересня 2001 року декілька тижнів у будинку не було електроенергії, водопостачання та телефоного зв'язку. Після атак був обмежений доступ туристів до багатьох приміщень хмарочосу.

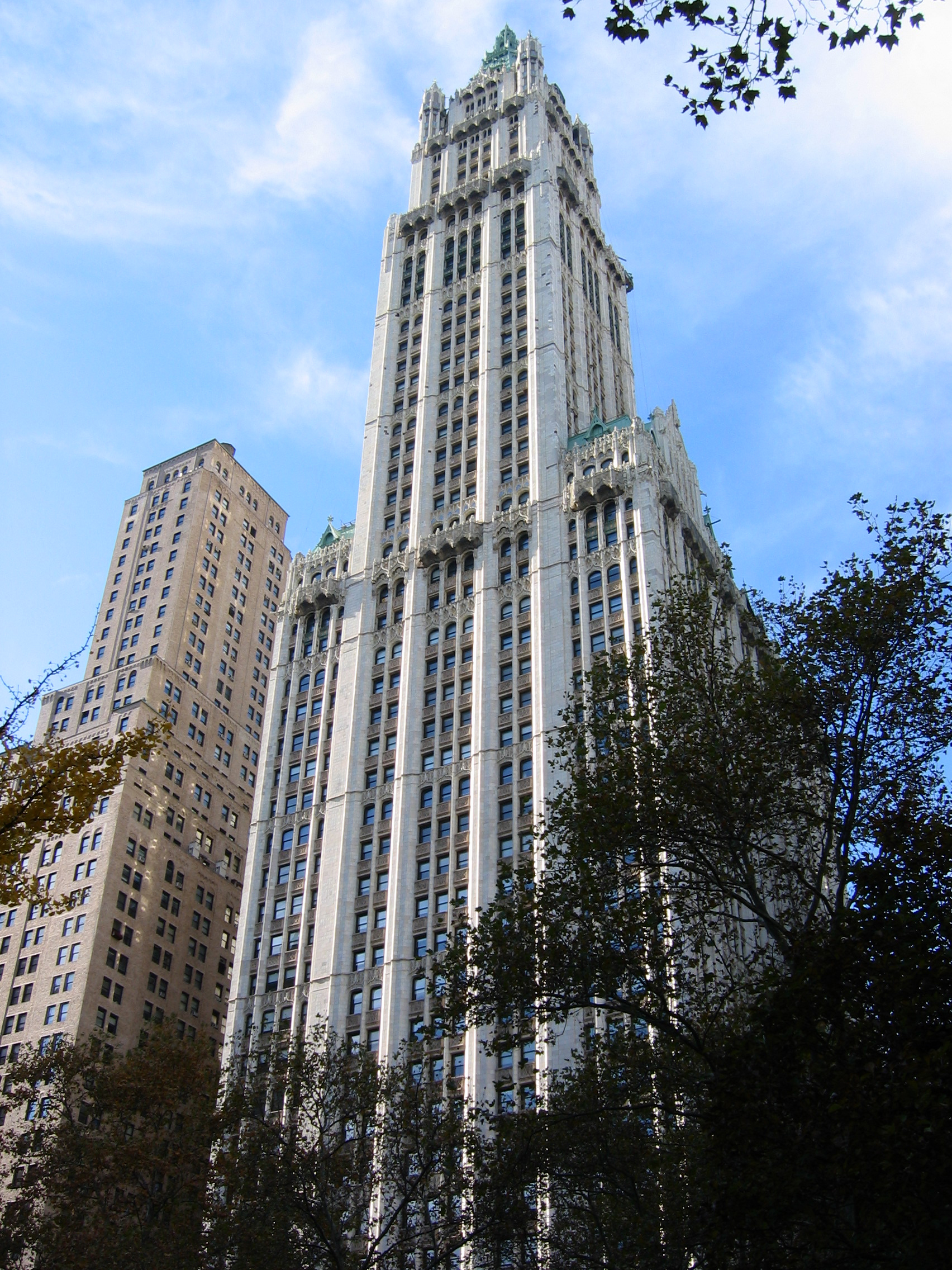
Будинок Вулворта

## Архітектура

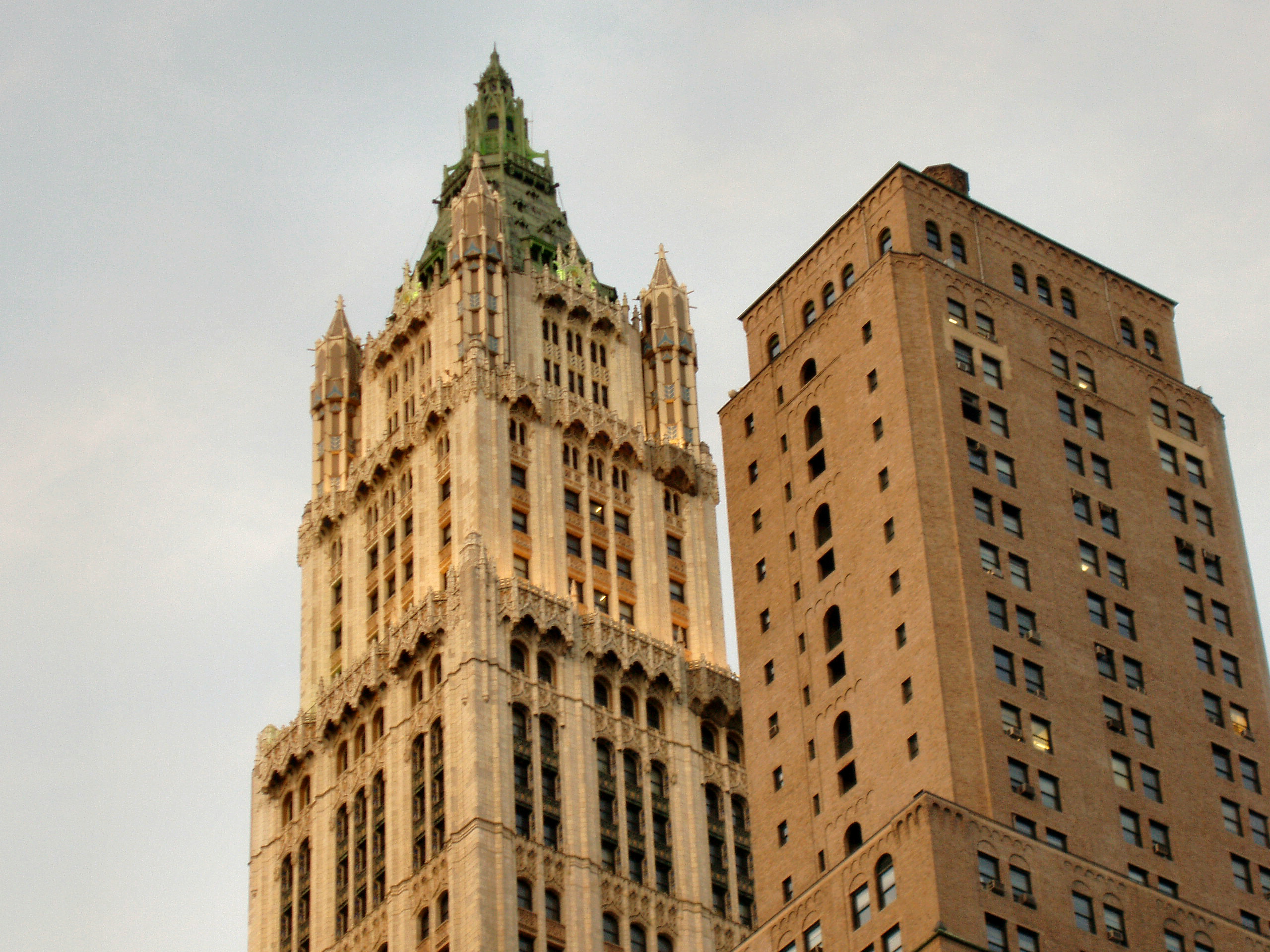
Фрагмент верхньої частини

Касс Ґілберт спроєктував будинок Вулворта в неоготичному стилі. Через свою пишність і схожість з європейськими готичними соборами преподобний Семюел Кадман, що був присутній на відкритті, назвав його Собором Комерції.
Будинок складається з двох частин, 29-ти поверхового будинку у вигляді літери «П», з невеликим внутрішнім двориком та 31-поверхової вежі. Зовнішній фасад оздоблений теракотовими панелями вапнякового кольору. Готичні елементи зосереджені у верхній частині будівлі так, щоб вони були видні з вулиці. Головний холл хрестоподібної форми, підлога і стеля викладені мозаїкою, в холлі також розташовані скульптури Вулворта та Гілберта. Власний кабінет Вулворта облицьований мармуром у стилі ампіру.
Інженер Аус Гунвальд розробив спеціальну сталеву раму, яка входить глибоко під землю і спирається на гранітну скелю острова Мангеттен. В будинку були використані дуже новаторські на той час високошвидкісні ліфти.